# Équipe du Japon de rugby à XV à la Coupe du monde 2003
L'Équipe du Japon de rugby à XV à la Coupe du monde 2003 termine cinquième de la poule B en ayant perdu tous ses matchs.

## Résultats
- 12 octobre : Écosse 32 - 11 Japon
- 18 octobre : France 51 - 29 Japon
- 23 octobre : Fidji 41 - 13 Japon
- 27 octobre : États-Unis 39 - 26 Japon

Le Japon termine cinquième de son groupe et est éliminé.

## Statistiques

### Meilleur marqueur d'essais
- Daisuke Ohata : 2 essais

### Meilleur réalisateur
- Tōru Kurihara : 40 points

## Composition
Les joueurs ci-après ont joué pendant cette coupe du monde 2003

### Première ligne
- Masao Amino (3 matchs)
- Shin Hasegawa (4 matchs)
- Takuro Miuchi (4 matchs)
- Masaaki Sakata (3 matchs)
- Masahiko Toyoyama (3 matchs)
- Masahito Yamamoto (2 matchs)
- Ryō Yamamura (1 match)

### Deuxième ligne
- Hajime Kiso (3 matchs)
- Koichi Kubo (2 matchs)
- Adam Parker (4 matchs)
- Hiroyuki Tanuma (1 match)

### Troisième ligne
- Ryota Asano (2 matchs)
- Takeomi Ito (4 matchs)
- Naoya Okubo (4 matchs)
- Yuya Saito (1 match)
- Yasunori Watanabe (1 match)

### Demi de mêlée
- Yuji Sonoda (4 matchs)
- Takashi Tsuji (3 matchs)

### Demi d’ouverture
- Keiji Hirose (1 match, 2 pénalités)
- Andrew Miller (4 matchs, 1 transformation, 1 pénalité, 1 drop)

### Trois-quarts centre
- George Konia (3 matchs, 1 essai)
- Yukio Motoki  (3 matchs)
- Hideki Nambah (1 match)
- Ruben Parkinson (2 matchs)

### Trois-quarts aile
- Tōru Kurihara (4 matchs, 1 essai, 4 transformations, 9 pénalités)
- Daisuke Ohata (4 matchs, 2 essais)
- Hirotoki Onozawa (4 matchs, 1 essai)

### Arrière
- Tsutomu Matsuda (3 matchs)